# MAPKAPK3
MAPKAPK3 (англ. Mitogen-activated protein kinase-activated protein kinase 3) – білок, який кодується однойменним геном, розташованим у людей на короткому плечі 3-ї хромосоми.  Довжина поліпептидного ланцюга білка становить 382 амінокислот, а молекулярна маса — 42 987.
| 10         |  | 20         |  | 30         |  | 40         |  | 50         |
| ---------- |  | ---------- |  | ---------- |  | ---------- |  | ---------- |
| MDGETAEEQG |  | GPVPPPVAPG |  | GPGLGGAPGG |  | RREPKKYAVT |  | DDYQLSKQVL |
| GLGVNGKVLE |  | CFHRRTGQKC |  | ALKLLYDSPK |  | ARQEVDHHWQ |  | ASGGPHIVCI |
| LDVYENMHHG |  | KRCLLIIMEC |  | MEGGELFSRI |  | QERGDQAFTE |  | REAAEIMRDI |
| GTAIQFLHSH |  | NIAHRDVKPE |  | NLLYTSKEKD |  | AVLKLTDFGF |  | AKETTQNALQ |
| TPCYTPYYVA |  | PEVLGPEKYD |  | KSCDMWSLGV |  | IMYILLCGFP |  | PFYSNTGQAI |
| SPGMKRRIRL |  | GQYGFPNPEW |  | SEVSEDAKQL |  | IRLLLKTDPT |  | ERLTITQFMN |
| HPWINQSMVV |  | PQTPLHTARV |  | LQEDKDHWDE |  | VKEEMTSALA |  | TMRVDYDQVK |
| IKDLKTSNNR |  | LLNKRRKKQA |  | GSSSASQGCN |  | NQ         |  |            |

A: Аланін

C: Цистеїн

D: Аспарагінова кислота

E: Глутамінова кислота

F: Фенілаланін

G: Гліцин

H: Гістидин

I: Ізолейцин

K: Лізин

L: Лейцин

M: Метіонін

N: Аспарагін

P: Пролін

Q: Глутамін

R: Аргінін

S: Серин

T: Треонін

V: Валін

W: Триптофан

Кодований геном білок за функціями належить до трансфераз, кіназ, серин/треонінових протеїнкіназ, фосфопротеїнів. 
Задіяний у таких біологічних процесах як поліморфізм, ацетиляція. 
Білок має сайт для зв'язування з АТФ, нуклеотидами. 
Локалізований у цитоплазмі, ядрі.